# Nissan Kicks
Der Nissan Kicks ist ein Kompakt-SUV des japanischen Automobilherstellers Nissan.

## Erste Generation (seit 2016)

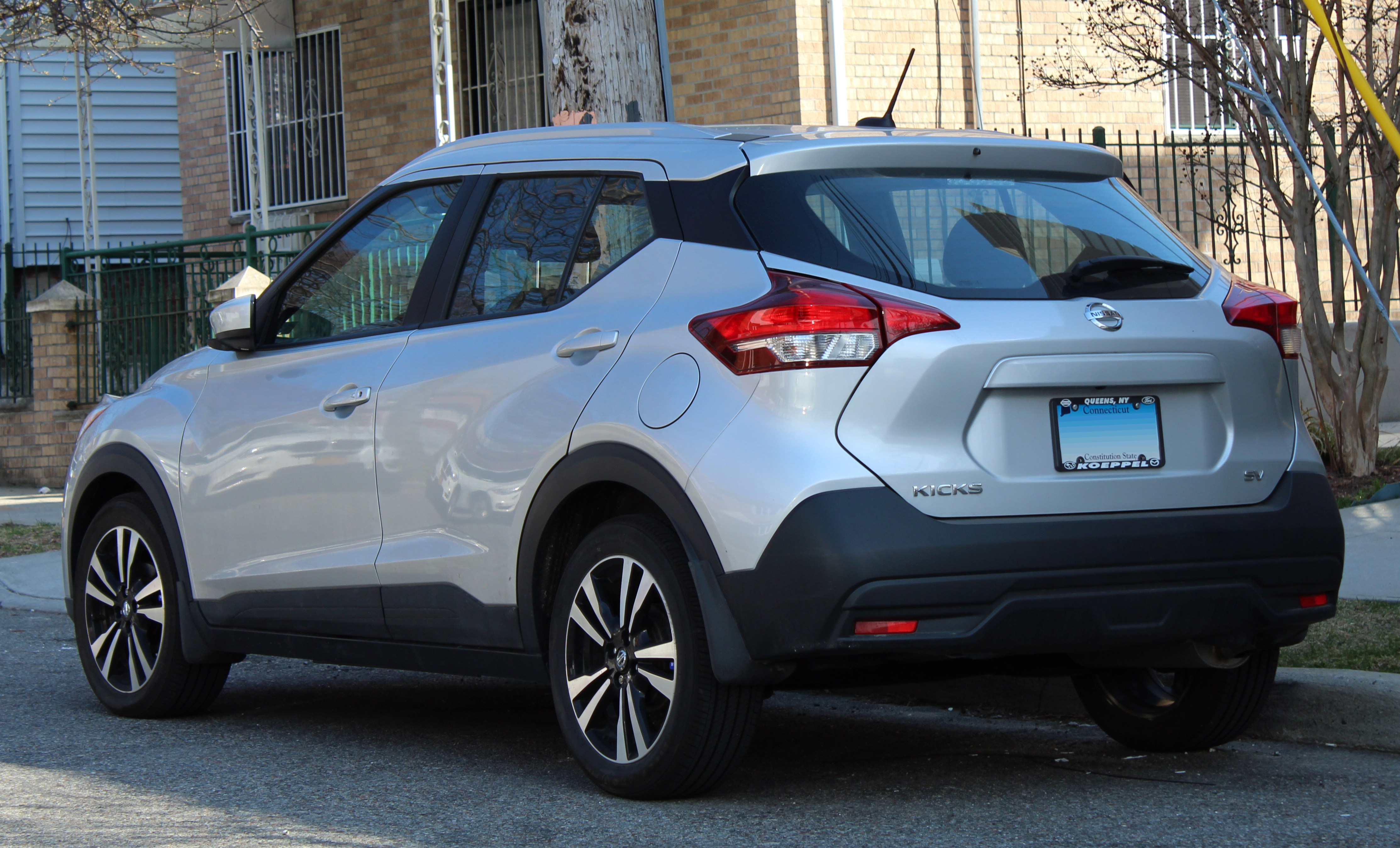
Heckansicht

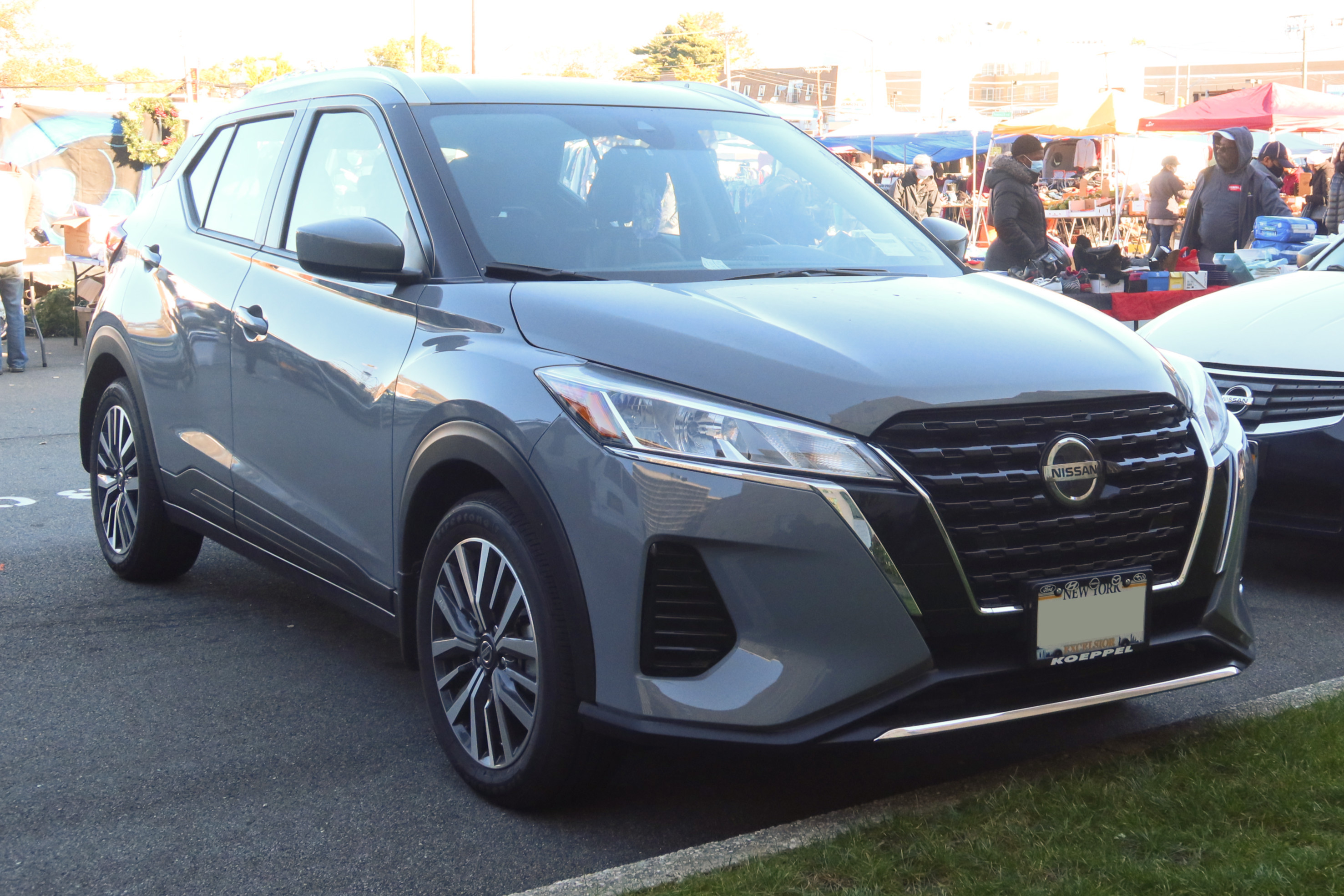
Nissan Kicks (seit 2020)

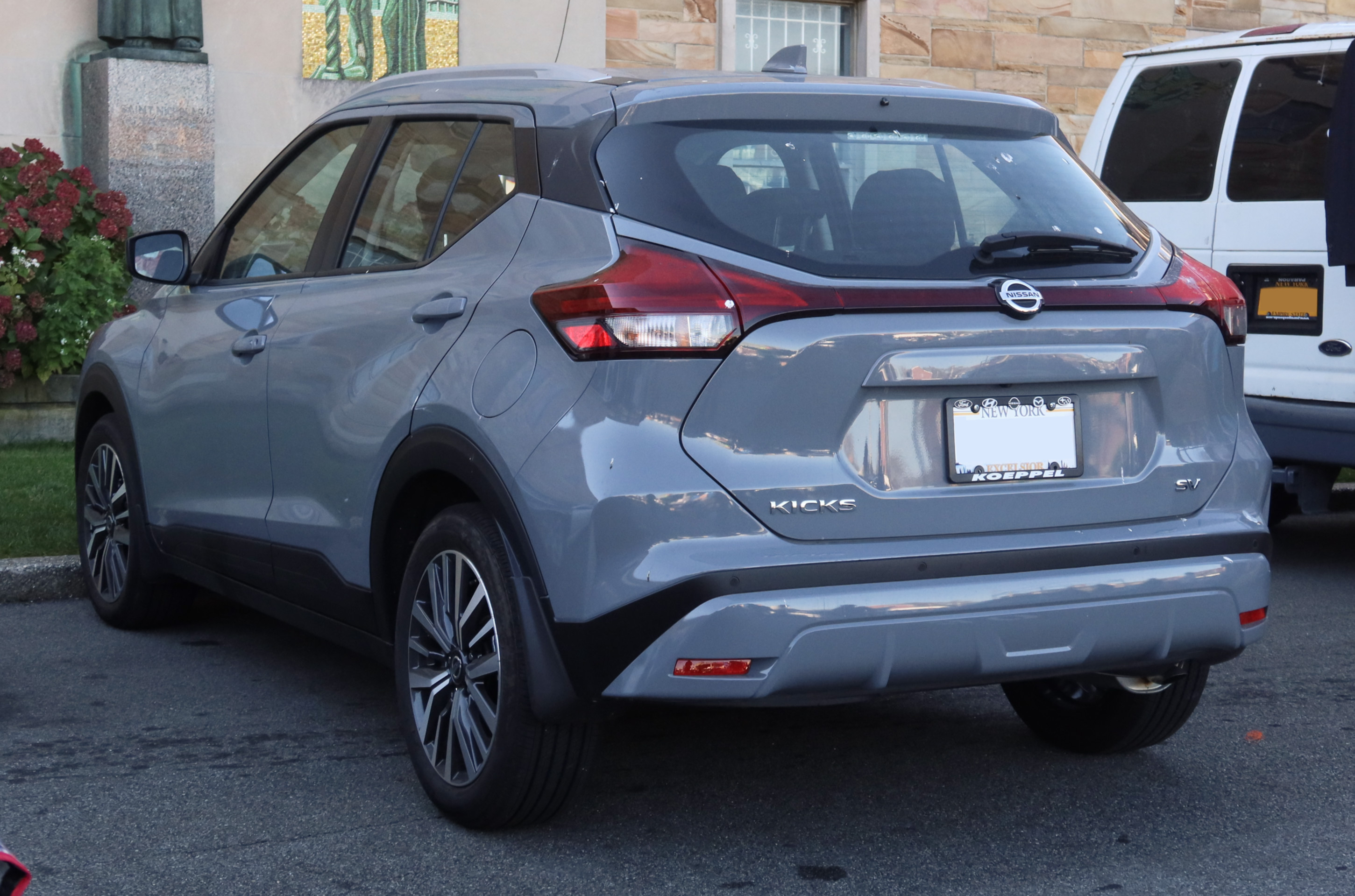
Heckansicht

Die erste Generation wurde am 5. August 2016 zu den 31. Olympischen Sommerspielen in Rio de Janeiro, die Nissan als Hauptsponsor unterstützte, auf den brasilianischen Markt gebracht. Ende 2016 kam das Fahrzeug auf weiteren Märkten Lateinamerikas in den Handel. Produziert wird der Kicks in Aguascalientes in Mexiko. Da in Brasilien der Zollsatz für einen importierten Neuwagen bis zu 120 Prozent betragen kann, baut Nissan den Kicks seit April 2017 auch in Resende.
Angetrieben wird das SUV in Brasilien von einem 84 kW (114 PS) starken 1,6-Liter-Ottomotor, der auch mit Ethanol betrieben werden kann.
Seit Mitte 2017 wird der Kicks auch in China verkauft. Hier übernimmt ein 91 kW (124 PS) starker 1,5-Liter-Ottomotor den Antrieb. Gebaut wird er dort von der Dongfeng Motor Company. Ende 2018 brachte Venucia mit dem T60 einen Kompakt-SUV auf Basis des Kicks auf den chinesischen Markt.
Zwischen Januar 2019 und März 2023 wurde der Kicks in Indien gebaut (in der Nissan-Renault Fabrik in Chennai) und verkauft. Die indische Version ist 9 cm länger und 3 cm breiter als andere Versionen. Nissan war einer der Hauptsponsoren der Cricket-WM 2019. Dies wurde für das Marketing in Indien genutzt.
Am 8. Dezember 2020 präsentierte der Hersteller eine überarbeitete Version des Kicks.

### Technische Daten
|                                             | 1.6 (Brasilien)        | 1.5 (China)               | 1.5 (China)               |
| Bauzeitraum                                 | seit 08/2016           | seit 08/2020              | 04/2017–08/2020           |
| Motorkenndaten                              |                        |                           |                           |
| Motortyp                                    | R4-Ottomotor           | R4-Ottomotor              | R4-Ottomotor              |
| Hubraum                                     | 1598 cm³               | 1498 cm³                  | 1498 cm³                  |
| Verdichtungsverhältnis                      | 10,7 : 1               | 11,5 : 1                  | 12,2 : 1                  |
| max. Leistung bei min−1                     | 84 kW (114 PS) / 5600  | 90 kW (122 PS) / 6300     | 91 kW (124 PS) / 6300     |
| max. Drehmoment bei min−1                   | 152 Nm / 4000          | 143 Nm / 4400             | 147 Nm / 4400             |
| Kraftübertragung                            |                        |                           |                           |
| Antrieb                                     | Vorderradantrieb       | Vorderradantrieb          | Vorderradantrieb          |
| Getriebe, serienmäßig                       | 5-Gang-Schaltgetriebe  | 5-Gang-Schaltgetriebe     | 5-Gang-Schaltgetriebe     |
| Getriebe, optional                          | (Stufenloses Getriebe) | (Stufenloses Getriebe)    | (Stufenloses Getriebe)    |
| Messwerte                                   |                        |                           |                           |
| Höchstgeschwindigkeit                       | 174 km/h               | 175 km/h (170 km/h)       | 175 km/h                  |
| Beschleunigung, 0–100 km/h                  | 12,0 s                 | 12,4 s (12,5 s)           | 12,2 s (12,1 s)           |
| Kraftstoffverbrauch auf 100 km (kombiniert) | 4,6 l Super            | 5,9 l Super (5,6 l Super) | 5,9 l Super (5,6 l Super) |
| Leergewicht                                 | 1109 kg (1129–1136 kg) | 1115 kg (1145–1166 kg)    | 1122 kg (1157–1164 kg)    |
| Tankinhalt                                  | 41 l                   | 41 l                      | 41 l                      |

Werte in runden Klammern gelten für Modelle mit optionalem Getriebe

### Technische Daten (Indien)
|                                             | 1.5 (XL,XV)           | 1.5 dCi (XE,XL,XV,XV Pre) |
| Bauzeitraum                                 | 01/2019–03/2023       | 01/2019–03/2023           |
| Motorkenndaten                              |                       |                           |
| Motortyp                                    | R4-Ottomotor          | R4-Dieselmotor            |
| Hubraum                                     | 1498 cm³              | 1461 cm³                  |
| Motorcode                                   | H4K                   | K9K                       |
| max. Leistung bei min−1                     | 78 kW (106 PS) / 5600 | 81 kW (110 PS) / 3850     |
| max. Drehmoment bei min−1                   | 142 Nm / 4000         | 240 Nm / 1750             |
| Kraftübertragung                            |                       |                           |
| Antrieb                                     | Vorderradantrieb      | Vorderradantrieb          |
| Getriebe, serienmäßig                       | 5-Gang-Schaltgetriebe | 6-Gang-Schaltgetriebe     |
| Getriebe, optional                          | -                     | -                         |
| Messwerte                                   |                       |                           |
| Höchstgeschwindigkeit                       | -                     | -                         |
| Beschleunigung, 0–100 km/h                  | -                     | -                         |
| Kraftstoffverbrauch auf 100 km (kombiniert) | -                     | -                         |
| Leergewicht                                 | 1295–1305 kg          | 1358–1387 kg              |
| Tankinhalt                                  | 50 l                  | 50 l                      |

Quelle: Nissan Kicks Indien Prospekt

## Zweite Generation (seit 2024)
Die zweite Generation des Kicks wurde am 22. März 2024 in den USA vorgestellt. Dort kam der Wagen im August 2024 in den Handel. Produziert wird der Kicks weiterhin in Aguascalientes, Mexiko, und Resende, Brasilien. Das Außendesign ist deutlich kantiger gestaltet worden und weist mehrere horizontale Leuchteinheiten als Tagfahrlicht und Rückleuchten als besonderes Designmerkmal auf. Für den US-amerikanischen Markt wird ein 2,0-Liter-Ottomotor mit einer Leistung von 104 kW (143 PS) angeboten. Das maximale Drehmoment beträgt 190 Nm. Gekoppelt wird der Motor an ein stufenloses Getriebe. Erstmals ist auch Allradantrieb verfügbar. In Südamerika gibt es einen aufgeladenen 1,0-Liter-Ottomotor mit bis zu 92 kW (125 PS) Leistung und 220 Nm Drehmoment. Dieser Motor ist an ein 6-Stufen-Doppelkupplungsgetriebe gekoppelt, es gibt ihn nur mit Vorderradantrieb. In Brasilien ist der Motor für den dort weit verbreiteten Flexfuel-Betrieb ausgelegt.
Der Innenraum bietet zwei je nach Ausstattung jeweils 7 oder 12,3 Zoll große Displays, die nebeneinander angeordnet sind. Sie beinhalten die Instrumententafel und das Infotainmentsystem. Android Auto und Apple CarPlay können kabellos verbunden werden.

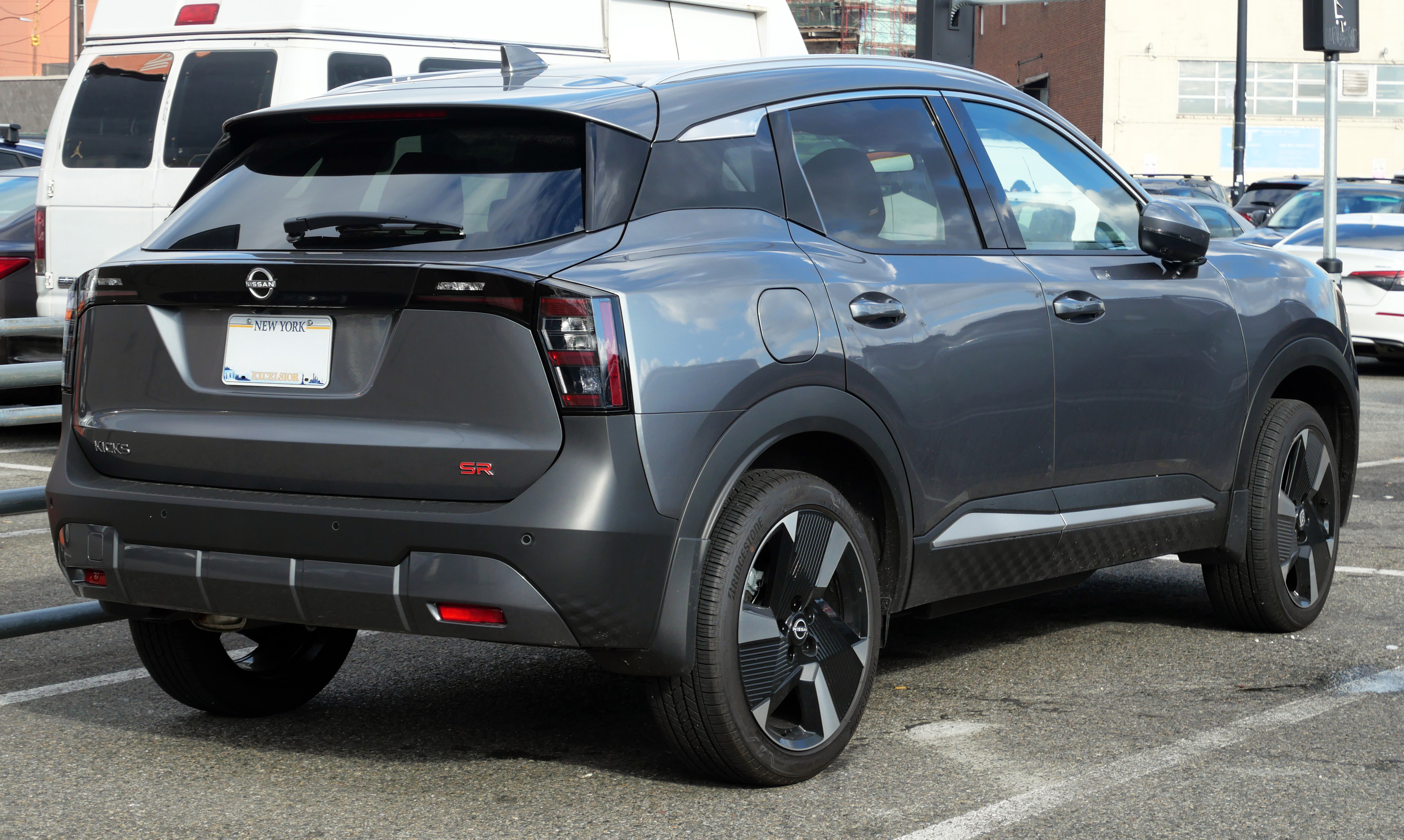
Heckansicht
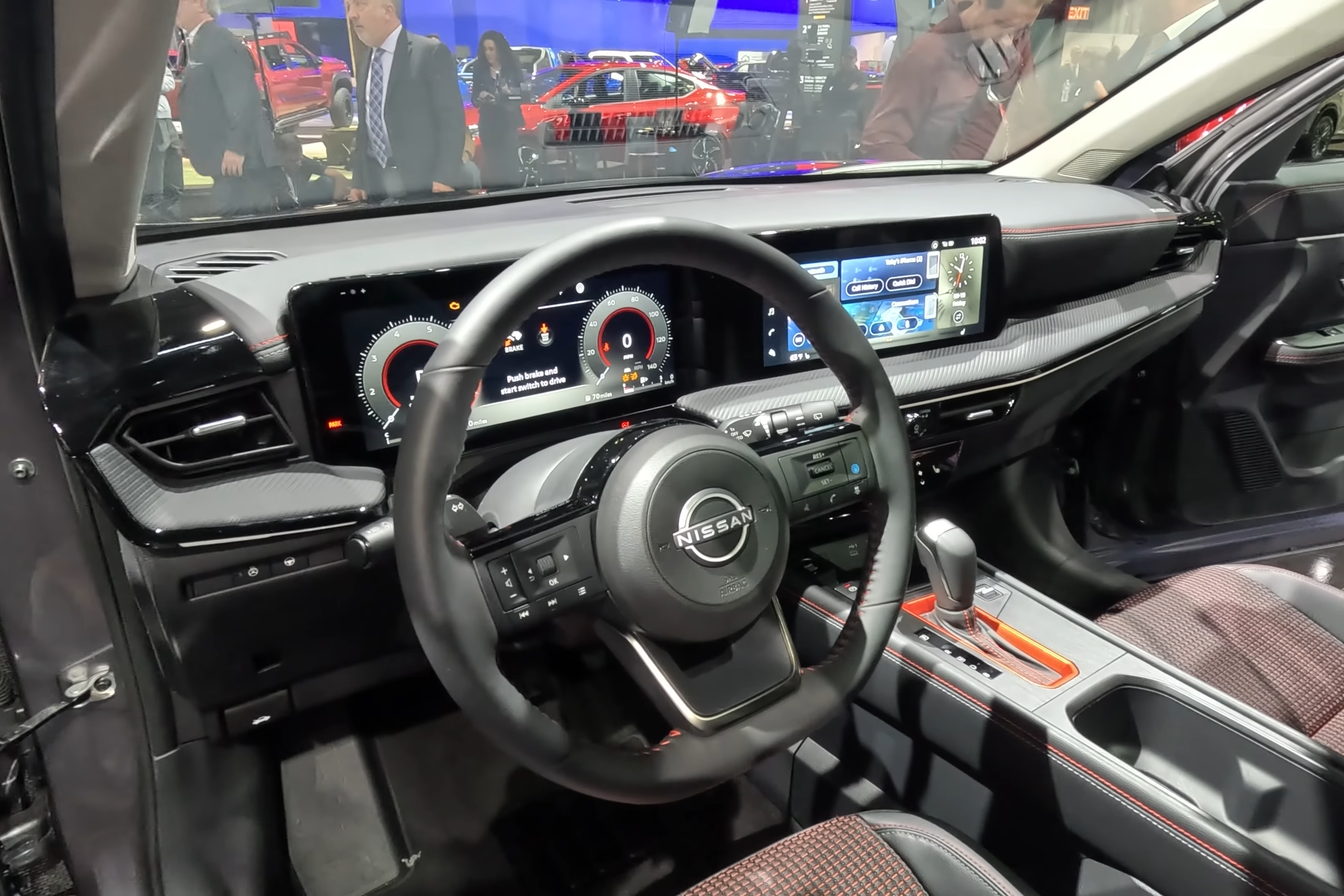
Innenansicht

### Technische Daten
|                                             | 1.0T (Brasilien)                 | 2.0 (USA)                 |
| Bauzeitraum                                 | seit 06/2025                     | seit 08/2024              |
| Motorkenndaten                              |                                  |                           |
| Motortyp                                    | R3-Ottomotor                     | R4-Ottomotor              |
| Hubraum                                     | 999 cm³                          | 1997 cm³                  |
| max. Leistung bei min−1                     | 92 kW (125 PS) / 5000            | 104 kW (141 PS) / 6000    |
| max. Drehmoment bei min−1                   | 220 Nm / 2500                    | 190 Nm / 4000             |
| Kraftübertragung                            |                                  |                           |
| Antrieb, serienmäßig                        | Vorderradantrieb                 | Vorderradantrieb          |
| Antrieb, optional                           | -                                | (Allradantrieb)           |
| Getriebe                                    | 6-Stufen-Doppelkupplungsgetriebe | Stufenloses Getriebe      |
| Messwerte                                   |                                  |                           |
| Höchstgeschwindigkeit                       | 185 km/h                         | k. A.                     |
| Beschleunigung, 0–100 km/h                  | 12,4 s                           | k. A.                     |
| Kraftstoffverbrauch auf 100 km (kombiniert) | 7,0 l Super                      | 7,6 l Super (7,8 l Super) |
| Tankinhalt                                  | 48 l                             | 45 l                      |

Werte in runden Klammern gelten für Modelle mit Allradantrieb